# Hologaster impressiusculus
Hologaster impressiusculus är en skalbaggsart som först beskrevs av Leon Fairmaire 1898.  Hologaster impressiusculus ingår i släktet Hologaster och familjen långhorningar. Inga underarter finns listade i Catalogue of Life.